# Guaraní (Volk)

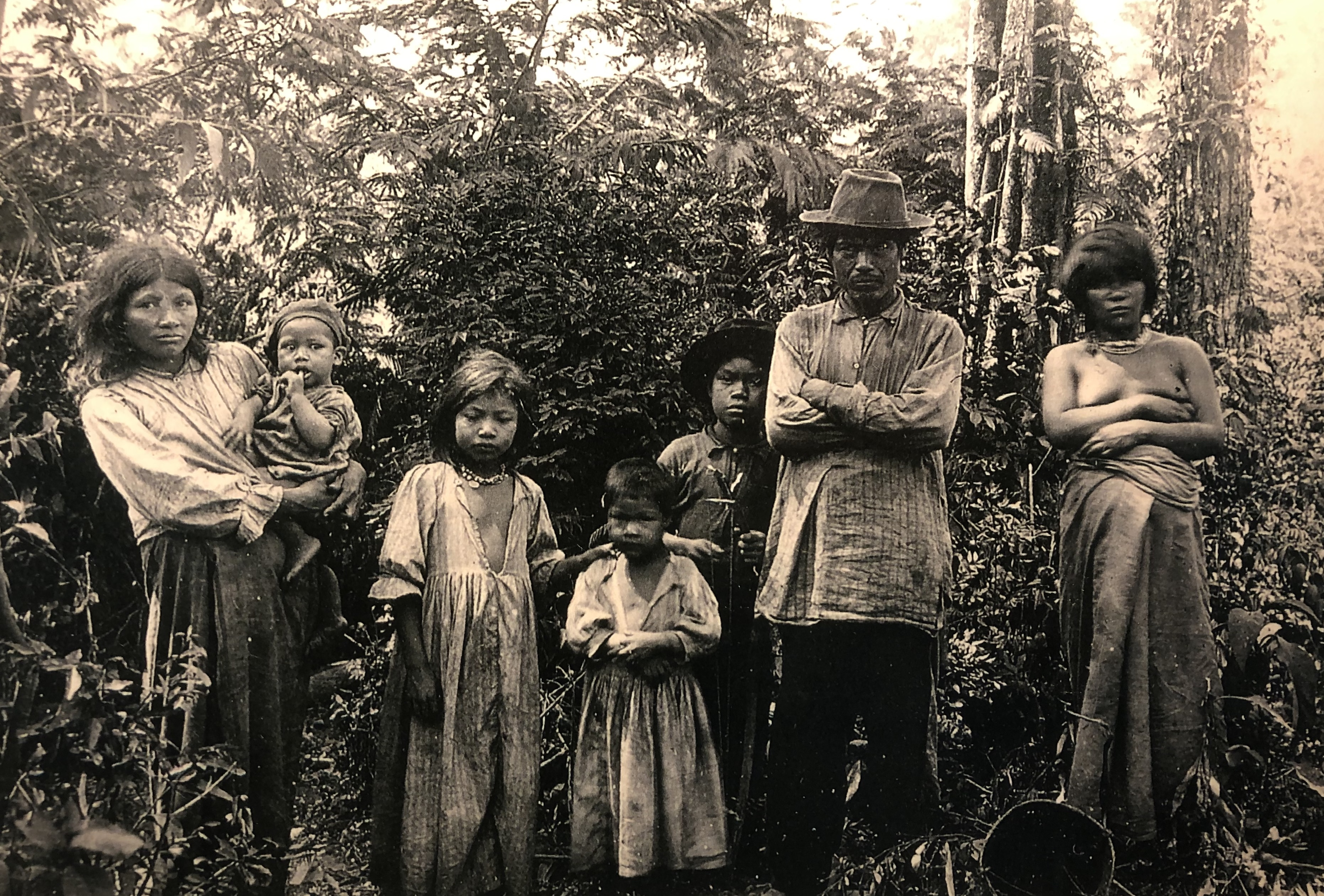
Guaraní-Familie, um 1910

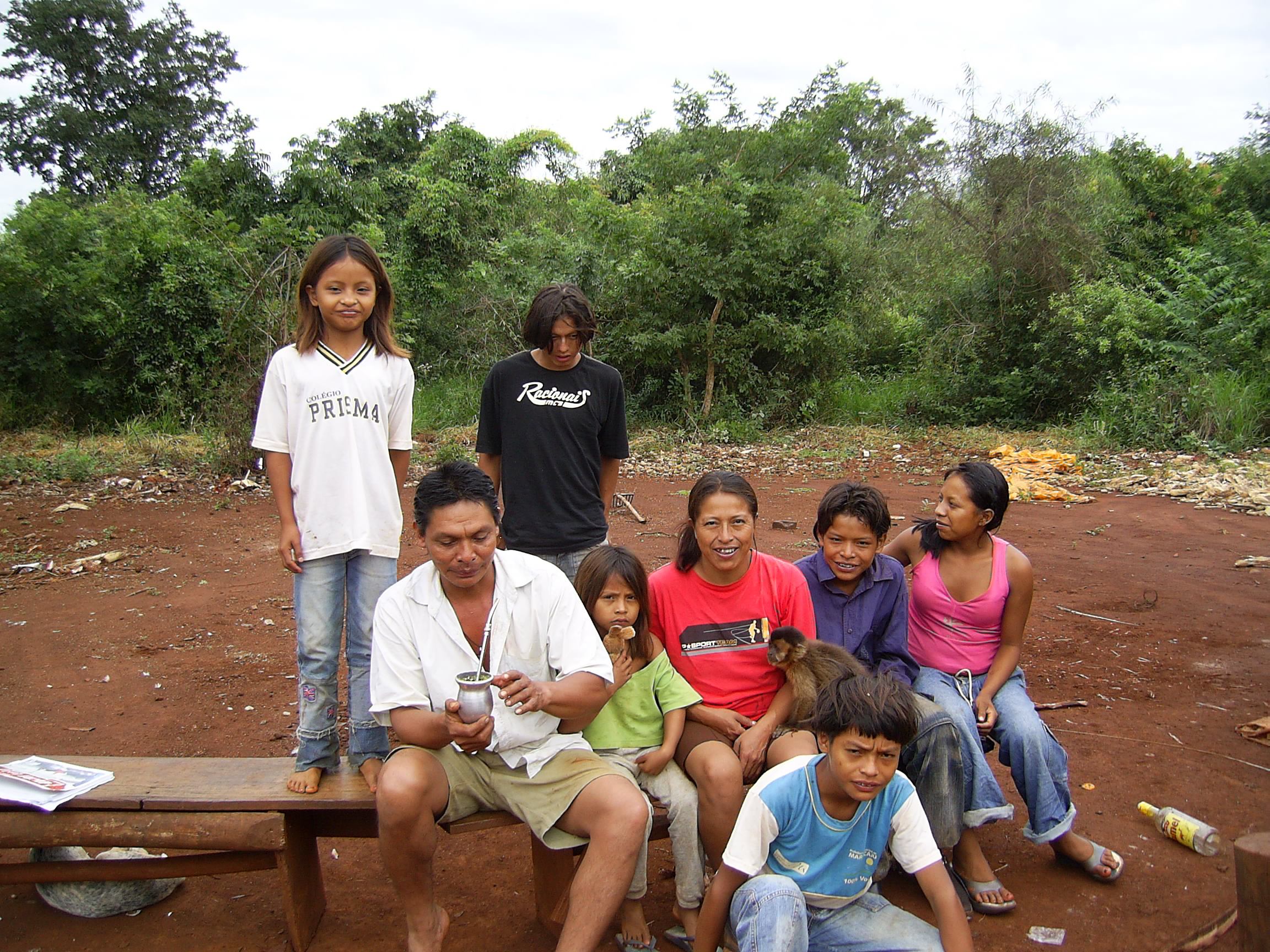
Guaraní-Familie 2004

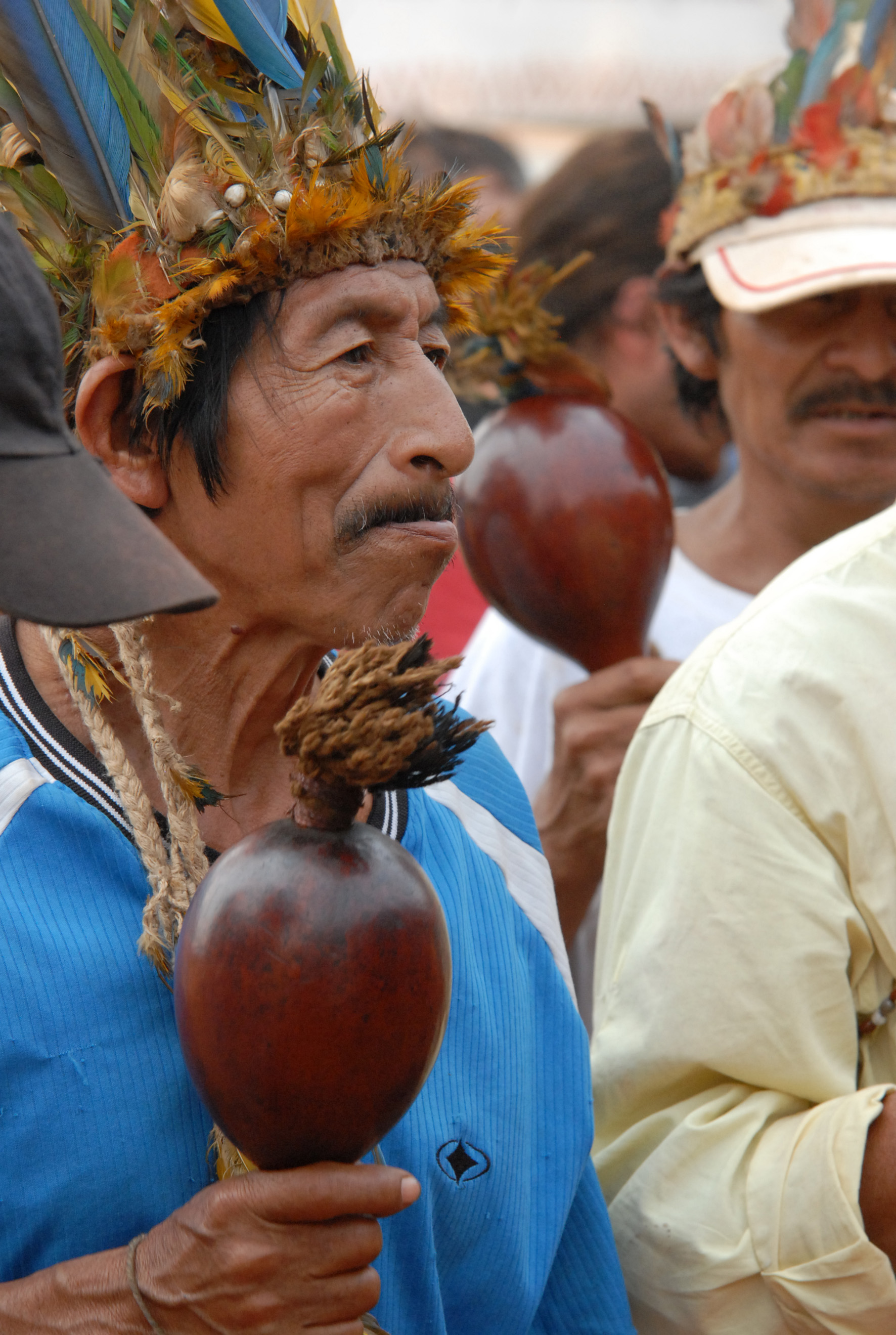
Schamane bei einem Treffen von Führern der Guaraní

Die Guaraní sind eine indigene Bevölkerungsgruppe, die bereits in präkolumbischer Zeit als Ackerbauern im mittleren Südamerika siedelte und somit zu den indigenen Völkern Südamerikas zählen. Die Siedlungsgebiete der über 280.000 Guaraní des Jahres 2017 gehören zu Paraguay, wo 61.000 von ihnen leben, Bolivien (83.000), Argentinien (54.000) und Brasilien (85.000). In Uruguay wurden sie als Ureinwohner restlos vertrieben.

## Herkunft des Namens
Es gibt verschiedene Erklärungen über die Herkunft des Namens Guaraní. Eine Erklärung ist, dass die Spanier das weit verbreitete Wort „Guaraní“ hörten, als sie in das Gebiet der Indigenen einmarschierten. Unter den Kriegsschreien dieses Volkes hörten sie den Ausdruck guará-ny, was so viel wie „bekämpft sie“ bedeutet. Andererseits bedeutet der Name ebenfalls „Krieger“ auf Guaraní.
Eine andere Version besagt, dass der Name aus der Verformung eines Guaraní-Wortes, guariní, abgeleitet wurde, das „Krieg“ oder „kriegerisch“ bedeutet. Es scheint, dass sich die Indigenen selbst so nannten, was darauf hinweist, dass sie sich als Krieger betrachteten.
Eine alte Legende erzählt, dass die Brüder Tupi und Guarani aus einer geheimnisvollen Region jenseits des Meeres in den brasilianischen Regenwald kamen. Dort errichteten sie ihr Dorf mit Gemeinschaftshäusern und bepflanzten das Land mit Mais, Bohnen, Kürbissen und anderen Samen. Eine Zeit lang lebten sie in Frieden, bis Konflikte zwischen ihren Gefährten das Zusammenleben der Brüder unmöglich machten. Dann wanderten die Ältesten, die Tupi, in den Norden des Mato Grosso und die Guarani in den Guayrá (Provinz im Staat Paraná, Brasilien) und verteilten sich im Süden Brasiliens, in Paraguay und in Argentinien.

## Geschichte
Die Guaraní waren eines der ersten Völker Südamerikas, die mit Europäern in Kontakt kamen. 1567 berichtete Ulrich Schmidl in seinem Werk Wahrhafftige Historien einer wunderbaren Schiffahrt von ihnen.
Bereits der erste spanische Gouverneur Paraguays förderte offiziell die Vermischung der spanischen Kolonisten mit den Ureinwohnern, ein Anliegen, das auch spätere Herrscher hatten. Viele Paraguayer haben deshalb Guaraní-Vorfahren, obwohl sie offiziell nicht diesem Volk zugerechnet werden.
Die Jesuiten engagierten sich für den Schutz der Guaraní vor Sklavenjägern und der Ausbeutung durch die weiße Oberschicht. Mit den „Jesuitenreduktionen der Guaraní“ schufen sie ab 1610 die ersten „Indianerreservationen“ Amerikas. Diese geschützten Siedlungen durften nur von Guaraní sowie von Jesuiten und geladenen Gästen betreten werden; sie unterstanden nicht der Rechtsprechung der Kolonialregierung, sondern formal der spanischen Krone.
Die Konflikte mit den Kolonialbehörden und Großgrundbesitzern führten jedoch 1767 dazu, dass die Jesuiten auf Befehl des spanischen Königs Karl III. aus den spanischen Gebieten Lateinamerikas vertrieben und die Jesuitenreduktionen aufgehoben wurden. Ein Zeugnis ist die Ruinenstadt San Ignacio Miní, ein UNESCO-Weltkulturerbe in der argentinischen Provinz Misiones.
1857 erschien der historische Roman O Guarani von José de Alencar, eines der bedeutendsten Werke der brasilianischen Romantik. Die Handlung spielt im Jahr 1604. Die Opernadaption von Antônio Carlos Gomes (1870) gilt als Meilenstein der brasilianischen Musikgeschichte.
Die Vernichtung der Jesuitenreduktionen durch die Spanier und Portugiesen ist ebenfalls Thema des Films Mission (1986).

## Die Guaraní-Sprache
Die Guaraní-Sprache ist als zweite offizielle Sprache des Landes Paraguay anerkannt und wird dort von über 80 Prozent der Bevölkerung gesprochen, also nicht nur von ethnischen Guaranís. Auch im plurinationalen Staat Bolivien ist die Sprache, die dort unter den indigenen Sprachen am dritthäufigsten gesprochen wird, offiziell anerkannt.

## Die Guaraní heute
In Paraguay stellen die Guaraní heute ca. 1 Prozent der Bevölkerung. Auch der Spitzname der paraguayischen Fußballnationalmannschaft und die Währung Paraguays heißen Guaraní.
In Argentinien leben 54.000 Guaraní. In Bolivien wohnen etwa 130.000 Guaraní und ihre Sprache wird wie alle im Inland vorkommenden indigenen Sprachen offiziell anerkannt. Ein Teil der Sprecher gehört eigentlich zu den Chiriguanos, die sich jedoch selbst in der Regel heutzutage als Guaraní identifizieren. In Uruguay wurden sie wie andere indigene Völker im Zuge des Kampfes der Weißen gegen die Ureinwohner vertrieben.
In Brasilien bilden die Guaraní das größte indigene Volk des Landes, aufgeteilt in drei Untergruppen (Kaiowá, Ñandeva und M’byá).
Den Überlebenskampf der Guaraní im brasilianischen Mato Grosso hat der Spielfilm Birdwatchers – das Land der roten Menschen zum Thema, in dem indigene Laiendarsteller mitwirken (2008, Regie: Marco Bechis).

## Literatur

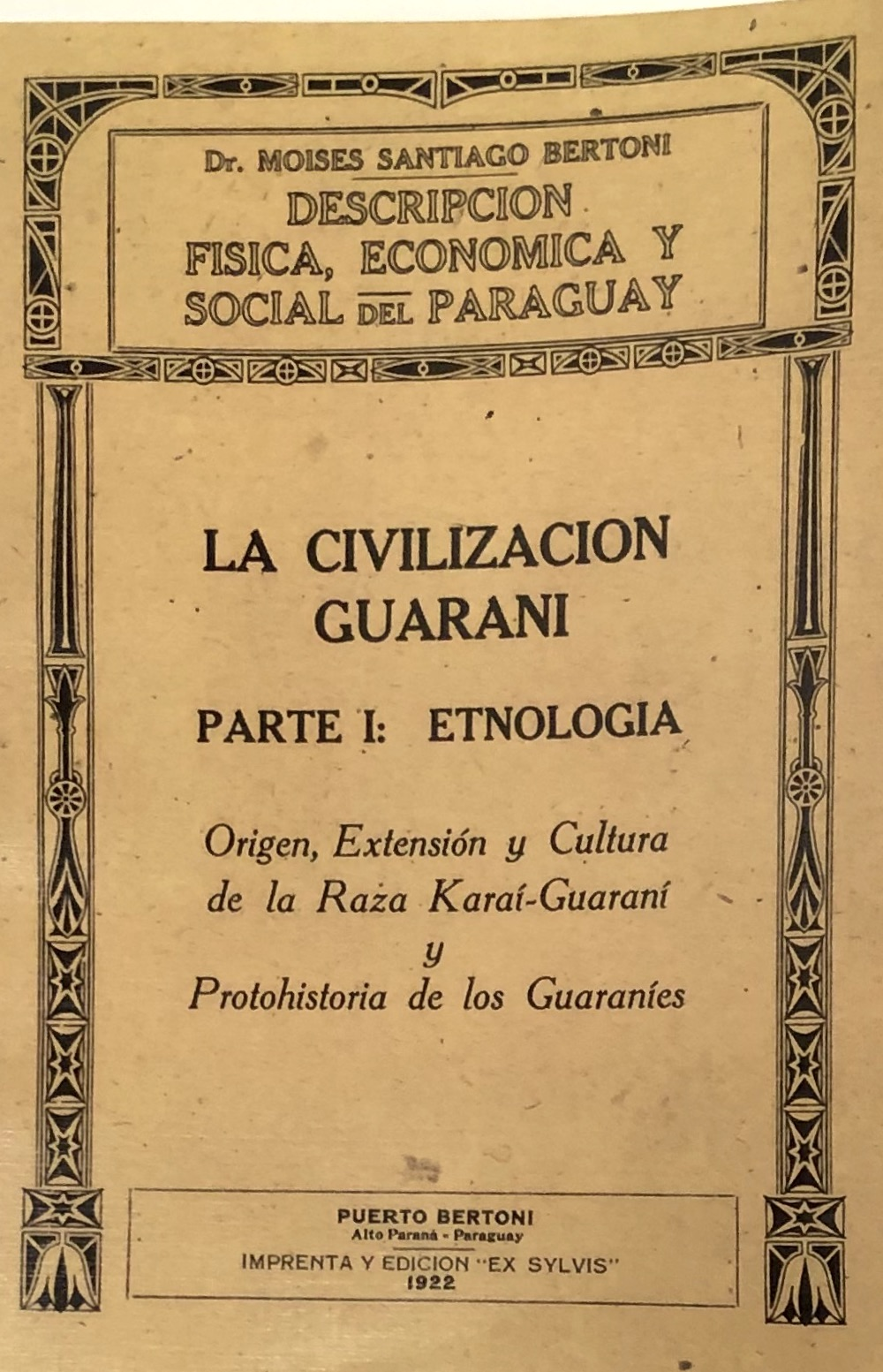
Titel des dreibändigen Werks «La Civilización guaraní» von Mosè Bertoni

### Ethnologie
- Mosè Bertoni: La Civilización guaraní. Ex Sylvis, Puerto Bertoni, 1922[4]
- Clemente McNaspy: Pueblos de Guaranies en las Selvas Rio-Platenses. Ediciones Loyola, Asunción 1981.
- Franz Müller: Etnografía de los Guaraní del Alto Paraná. Societatis Verbi Divini, Rosario 1989.
- Elisabeth Gallhoff: Das Ñemongaraí Ritual der Guaraní. Eine ethnologische Analyse (= Arbeitshefte des Lateinamerika-Zentrums. Nr. 63). Lateinamerika-Zentrum der Westfälischen Wilhelms-Universität Münster, Münster 1999.
- Branislava Susnik: Die Eingeborenen am Rio Paraguay. Ethnogeschichte der Guaranies. Neuwied 1995, ISBN 3-9803007-6-5 (deutsche Übersetzung von Wilhelm Chraska der 1980 vom Museo Etnográfico „Andres Barbero“, Asunción, unter dem Titel Los Aborigenes del Paraguay. Etnohistoria de los Guaranies, Epoca Colonial veröffentlichten Erstausgabe).
- Angélica Otazú Melgarejo: Práctica y Semántica en la Evangelización de los Guaraníes del Paraguay (S. XVI–XVIII). Centro de Estudios Paraguayos „Antonio Guasch“ / Distribuidora Montoya, Asunción 2006, ISBN 99925-895-7-4.

### Sprache
- Wolf Dietrich: More evidence for an internal classification of Tupi-Guarani languages. Gebr. Mann Verlag, Berlin 1990, ISBN 3-7861-1606-7.
- Bartomeu Melia: La lengua guarani del Paraguay. Editorial MAPFRE, Madrid 1992, ISBN 84-7100-608-1.
- Azucena Palacios Alcaine: Introducción a la lengua y cultura Guaraníes. Universitat de València, Valencia 1999, ISBN 84-370-4151-1.
- Yolanda Russinovich Solé: Valores comunicativos y emblemáticos del Español y del Guaraní. Instituto Caro y Cuervo, Bogotá 2001.

### Geschichte
- Lucía Gálvez: Guaranies y Jesuitas. De la Tierra sin Mal al Paraíso. 2. Auflage. Sudamericana, Buenos Aires, 1995.
- Ernesto Maeder: La Conquista de la Justicia. Ruiz de Montoya y los Guaranies. Editorial Docencia, Buenos Aires 1988.
- John Manuel Monteiro: Os Guarani e a história do Brasil meridional, séculos XVI–XVII. In: Manuela Carneiro da Cunha (Hrsg.): Historia dos índios do Brasil. Editora Schwarcz, São Paulo 1992, S. 475–500.
- León Goldstein: Las Misiones Jesuíticas Guaraníes. Manrique Zago ediciones, Buenos Aires 1997, ISBN 950-9517-92-5.
- Graciela Chamorro: História Kaiowa. Das Origens aos Desafios Contemporâneos. Nhanduti, São Bernardo do Campos 2015, ISBN 978-85-60990-23-8.

### Die Guaraní heute
- Manya Ghahramani: Die Entwicklung eines zweisprachigen interkulturellen Schulsystems in Bolivien unter besonderer Berücksichtigung der Guaraní. Edition Praesens, Wien 1996, ISBN 3-7069-0097-1.
- Richard K. Reed: Guardianes de la Selva. Comunidades guaraní y recolección comercial. Centro de Estudios Antropológicos de la Universidad Católica, Asunción 2003, ISBN 99925-879-0-3.
- Diethelm Busse: Schule bei den Guaranies in Bolivien. Indigene Identitätsstärkung und Zukunftsbefähigung. Paulo Freire Verlag, Oldenburg 2006, ISBN 3-86585-218-1.